# ويليام أو. ستيفنز
ويليام أو. ستيفنز (بالإنجليزية: William O. Stephens) هو فيلسوف أمريكي، ولد في 10 يونيو 1962 في لافاييت في الولايات المتحدة.